# Peltigera evansiana
Peltigera evansiana är en lavart som beskrevs av Vilmos Kőfaragó-Gyelnik. Peltigera evansiana ingår i släktet Peltigera och familjen Peltigeraceae.   Inga underarter finns listade i Catalogue of Life.

## Källor

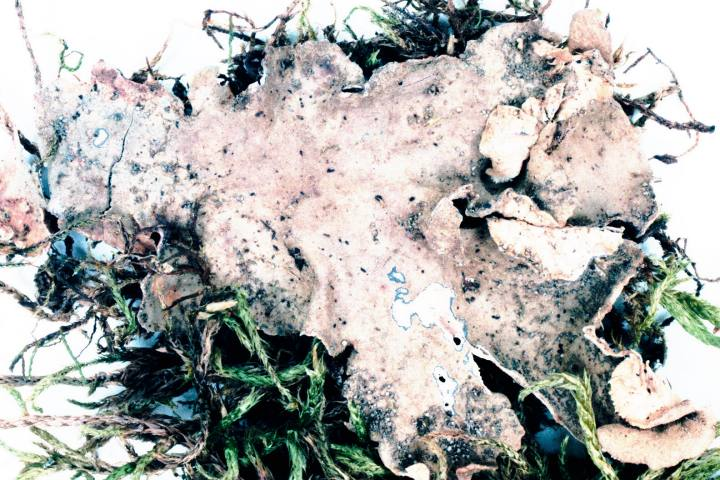
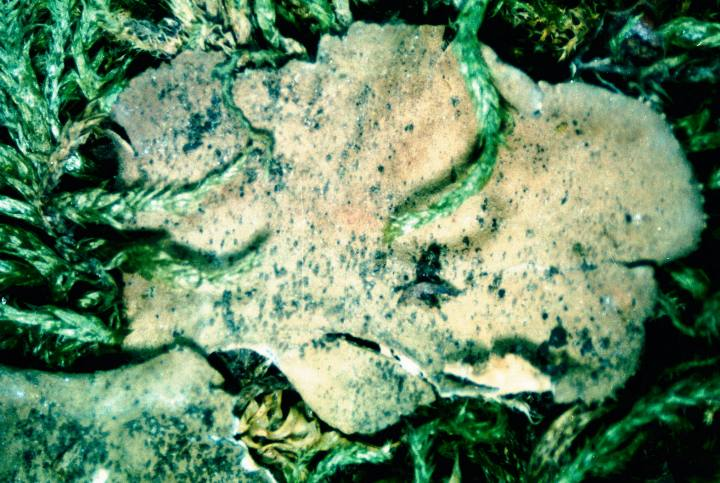
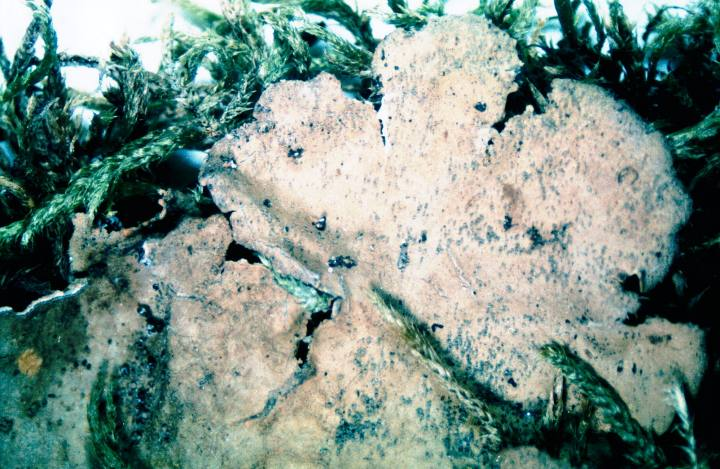
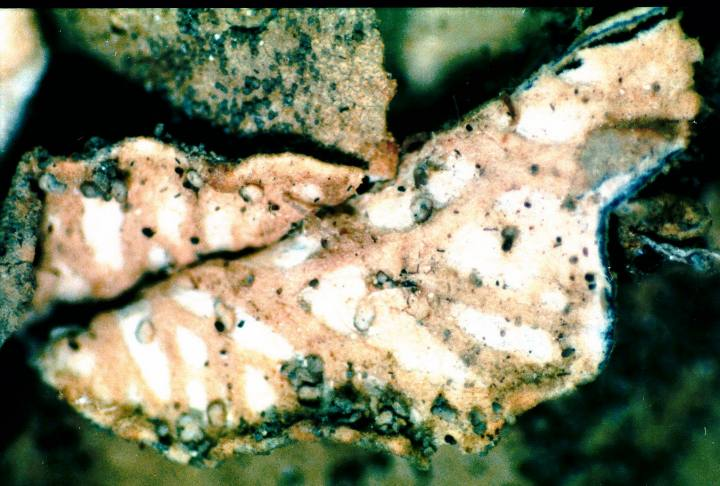
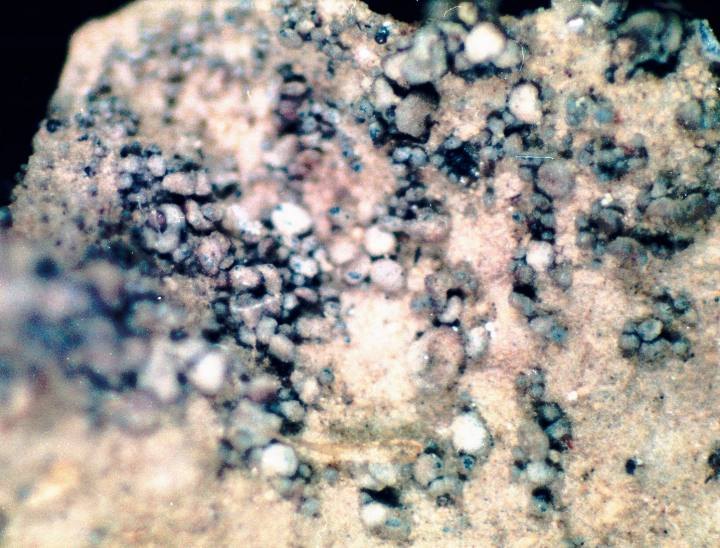
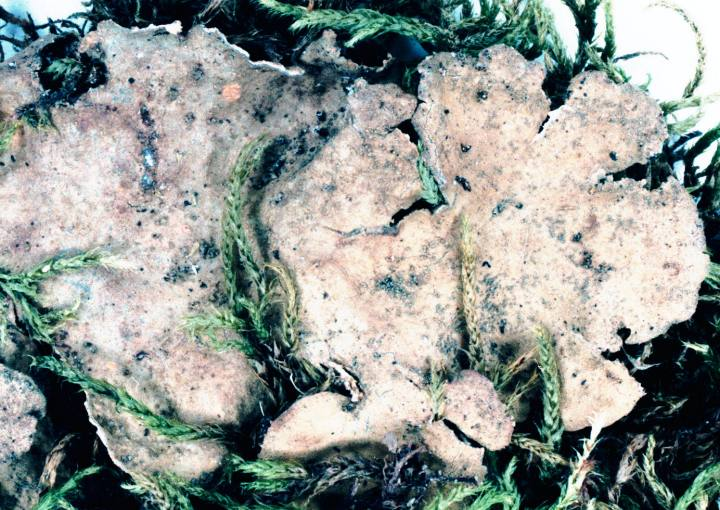